# Body count
Cet article possède un paronyme, voir Body Count.

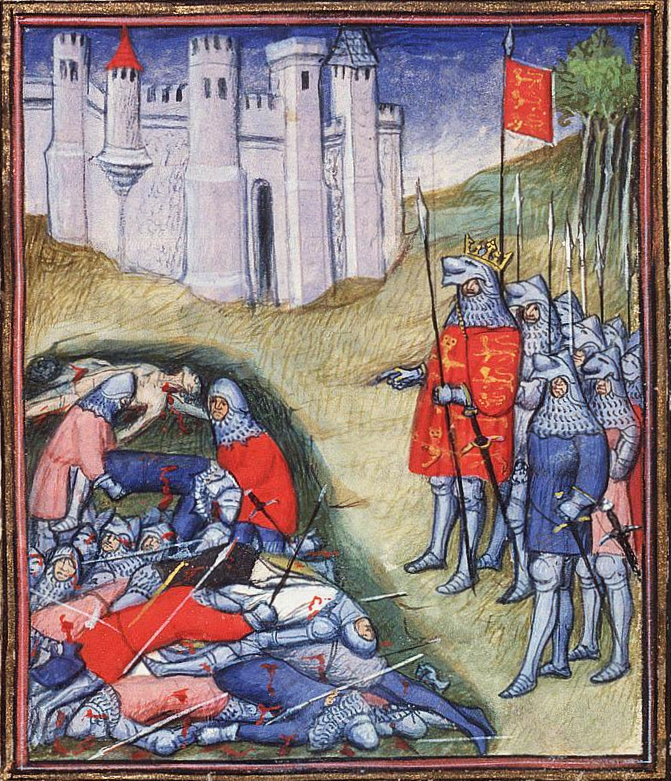
Édouard III comptant les morts lors de la bataille de Crécy en 1346.

Un body count, signifiant littéralement « décompte du nombre de corps », est un bilan des victimes occasionnées par un événement, tel qu'une opération militaire, un accident ou une catastrophe naturelle.

## Cinéma
Par extension, cet anglicisme indique le nombre de fois où un film met en scène la mort d'un personnage ou montre un cadavre, et dont on fait le décompte pour quantifier la violence du film. Plusieurs genres sont plus particulièrement concernés : les films d'action, de guerre, et d'horreur. Le body count est en particulier utilisé comme critère par la censure, ce qui a conduit certains réalisateurs à la contourner en suggérant des morts plutôt que de les montrer, par exemple avec un cadrage approprié ou un montage utilisant l'ellipse. Au contraire, le body count peut être un argument publicitaire, à l'image de l'accroche du Tueur du vendredi (la suite de Vendredi 13) : « The body count continues ».
Le body count est aussi utilisé par les critiques.
Par extension, on désigne sous le nom de « body count » un genre de films dont la structure narrative consiste en une série de meurtres de plus en plus épouvantables.
La matérialisation du body count sous la forme d'un compteur apparaissant à l'écran est un ressort humoristique utilisé dans deux films parodiques : en 1993, dans Hot Shots! 2, une parodie de film de guerre, et plus tôt, en 1981, dans 13 Morts et demi (Student Bodies), une parodie de slasher.
Certains sites web sont spécialisés dans le décompte du nombre de morts ; on peut citer Movie Body Counts et All Outta Bubble Gum.

## Par extension
Dans la culture populaire et dans le langage adolescent, l'expression tend à être utilisée par analogie dans le domaine de la sexualité. Le body count est alors le nombre de personnes avec lesquelles une personne a eu des rapports sexuels,.